# ربيع الحاج
ربيع الحاج( 23 يوليو 1992-) ممثل لبناني

## حياته ومشواره المهني
حاصل على بكالوريوس هندسة ميكانيك طيران من جامعة البلمند،دخل التمثيل عن طريق الصدفة بينما كان ذاهبا لكواليس تصوير أحد المسلسلات ولمحه المخرج أسامة حمد وأسند إليه دورا من ثمانية عشر مشهدا وكانت انطلاقته توالت أعماله بعدها 

## أعماله

### في التلفزيون
| سنة الإنتاج | اسم المسلسل                 | الشخصية |
| ----------- | --------------------------- | ------- |
| 2020        | مرايا الزمن                 | علي     |
| 2019        | مجنون فيكي                  | رامي    |
| 2019        | آخر الليل                   | ناجي    |
| 2019        | الهيبة (الحصاد)             | ماجد    |
| 2018        | وإذا كان مرا- فيلم تلفزيوني | غدي     |
| 2018        | عندي قلب                    | حسام    |
| 2018        | بوح السنابل                 | علي     |
| 2017        | فخامة الشك                  |         |
| 2017        | بلحظة                       |         |
| 2016        | كواليس المدينة              | وسيم    |

## الجوائز
- لبنان:جائزة أفضل ممثل لبناني صاعد من جوائز AFDAL2019[4]